# 让·德迪厄·苏尔特
讓·德·迪厄·蘇爾特，达尔马提亚公爵（法語：Jean de Dieu Soult, duc de Dalmatie，法語發音：[ʒɑ̃dədjø sult]；1769年3月29日—1851年11月26日），法國軍事首領和政治人物，绰号「铁臂」（Bras-de-Fer）、「尼古拉斯國王」（Le Roi Nicholas）和「歐洲最頂尖的戰略家」（Le Premier manœuvrier de l'Europe），以強大的統兵、戰略能力和政治投機而聞名。在法国历史上他是26名法蘭西第一帝國元帥和6名大元帅之一，與馬塞納、達武並稱為軍中三傑。他还担任过三次法国首相。

## 法國大革命戰爭
苏尔特生于圣阿芒堡（今圣阿芒苏尔特），一位法律公证人的儿子。他受过相当良好教育，并打算成为律师，但父亲去世后，迫于生计而于16歲加入皇家步兵團。1791年7月任下莱茵掷弹兵中士，1793年參與對普魯士的戰爭。
其后5年中，他曾短暫擔任拉扎爾·奧什將軍的參謀，並先後在儒尔当、莫罗、克莱贝尔和勒费弗尔等將領手下任职。蘇爾特從勒费弗尔那學到了很多戰術韜略，蘇爾特亦是其麾下最為能幹的旅長。1794年蘇爾特任adjutant-general（上尉），1794年弗勒吕斯战役后，他被晋升为准将。
1799年升任少将，蘇爾特在安德烈·马塞纳的麾下擔任師長，参與了1799年6月4－7日的第一次苏黎世之战和9月26日的第二次苏黎世之战，正是在这个时候，他奠定了他的军事名聲，尤其是其在第二次苏黎世战役中的出色表現。蘇爾特奉命率領3個師追擊蘇沃洛夫的俄軍部隊。馬塞納在寫給時任第一執政的拿破崙信中說道:“就以戰場上的判斷力與勇氣來說，蘇爾特無人能及。”瑞士戰役期間他與當時冉冉升起的軍事新星—米歇爾·內伊卻有著瑜亮情節般的競爭關係，蘇爾特甚至拒絕在戰場上支援內伊的部隊。
後蘇爾特陪同马塞纳到热那亚的意大利军团任职，并担任他的首席中将。在與奧軍旷日持久的包围战中，他在1800年4月13日率部突击敌军，但他於Monte Cretto被打伤膝蓋，而遭到奧軍俘虏。自那之後，蘇爾特從不願親赴前線指揮部隊。在马伦哥战役后他被释放，回到巴黎後他立即受到拿破崙的重用，被任命指挥那不勒斯王国南部的皮埃蒙特军队，1802年他被任命为执政卫队四上将之一。
1803年拿破仑任命他为圣奥默尔驻军总司令，為入侵英國做準備，期間蘇爾特對部隊施以嚴苛的訓練，因而獲得“铁手”(Bras De Fer)的綽號。就連拿破崙也覺得蘇爾特對部下的訓練過於苛刻，對此蘇爾特回應道:“那些無法達到我要求的弱者將被丟在倉庫，而唯有強者能征服天下!”

## 拿破崙戰爭
拿破崙稱帝後，蘇爾特於1804年5月被授于帝國元帅衔，並負責指揮大军团的第四軍團，也是大軍團中最大規模的部隊。1805年第三次反法同盟戰爭期間，蘇爾特率軍向東與俄奧聯軍作戰，同年12月爆發奧斯特利茨戰役，戰役前拿破崙向元帥們各自下達作戰命令，對他說:“至於你，蘇爾特，像你往常一樣發揮即可。”蘇爾特率第四軍向聯軍中央所在的普拉欽高地進攻，並取得關鍵性的勝利。戰後拿破崙稱讚他為“歐洲第一戰術家”。
次年蘇爾特於耶拿战役中發揮重大作用，並奉命追擊敗退的普軍。在嚴寒的埃勞戰役中，蘇爾特負責鎮守法軍中央抵禦俄軍進攻。《季爾錫特條約》缔结后他返回法国。蘇爾特與拿破崙之間的關係良好，拿破崙時常徵詢他的意見，這使得貝爾蒂埃元帥頗為不快。
1808年蘇爾特被授于达尔马提亚公爵爵位。他对授予这个称号很不满，认为正确名称应为奥斯特利茨公爵，然而这个爵位卻被拿破仑留给了自己。
1809年，他被任命为第二军团指挥官，受命參與半島戰爭。拿破崙歸國後，將追擊英軍的任務交給蘇爾特，英國人給蘇爾特起了個“地獄公爵”的綽號。期間他取得了如科魯尼亞戰役等勝利，但未能真正突破英軍防線，也無法阻止他們從海上撤退。不久蘇爾特南下進攻葡萄牙的波爾圖，甚至有謠傳說蘇爾特想自行加冕為葡萄牙國王。然而威靈頓率領的英葡聯軍隨即在5月的波爾圖戰役中擊敗蘇爾特部隊，並迫使其撤出葡萄牙，此役法軍的人員物資皆損失慘重。
半島戰爭期間是蘇爾特軍旅生涯中最不光彩的一頁，他未能取得關鍵性勝利，期間縱容部隊四處燒殺劫掠，也拒絕與其他元帥配合作戰。蘇爾特於1810年成為約瑟夫·波拿巴的軍事首席顧問，並於奧卡尼亞戰役對西班牙軍取得決定性勝利。隨後他率軍佔領西班牙南部，並被任命為安達盧西亞總督，他以冷酷鐵腕的統治手段管理該地，期間蘇爾特過著豪奢的生活，並縱容部下搶掠教堂搜刮財物與藝術珍品，總價值超過150萬法郎。蘇爾特的性格趨於冷漠，就連他的副官都認為他難以親近。“蘇爾特的性格冷酷且自負傲慢，對周遭的人根本不屑一顧。”他的部下如此寫道。
當马塞纳的攻勢於里斯本受阻時，蘇爾特奉命前往支援，蘇爾特北上支援期間，聽聞英軍將於南方登陸的消息後便撤退了。數月後蘇爾特於阿爾武埃拉之戰中被擊敗，由於他並未在第一線指揮或激勵他的部隊，因而無法控制戰局。1812年因威靈頓公爵取得薩拉曼卡戰役的勝利，蘇爾特被迫放棄他在塞維利亞的豪華府第，撤退到瓦倫西亞與絮歇的部隊會師。該年秋天蘇爾特再次佔領馬德里，並把威靈頓趕回葡萄牙邊境。
1813年蘇爾特被召至德意志，參與了呂岑與包岑戰役。直到法軍於維多利亞戰役慘敗，蘇爾特又被召回西班牙收拾殘局。然而他的部隊不僅士氣低落且訓練不足，半島戰爭情勢已無力回天。蘇爾特撤到法西邊境的庇里牛斯山，並成功阻截威靈頓，防止其進一步入侵法國腹地，然而拿破崙已於該役4天前主動退位。

## 波旁復辟與百日王朝
波旁王朝復辟後，蘇爾特接任陸軍大臣，然而他並不怎麼得人心。聽聞拿破崙從厄爾巴島回歸後，他與內伊一樣起初反對，但很快就順從民意風向轉為支持。
百日王朝期間，拿破崙做了幾項相當奇怪的人事命令:其中他任命蘇爾特為他的新任參謀長，而非貝爾蒂埃。這不僅浪費了蘇爾特的戰術指揮能力，更致命的是蘇爾特從貝爾蒂埃那接手了複雜的參謀指揮體系，這一定程度導致了滑鐵盧戰役期間一再發生軍令傳達錯誤、將領延誤戰機等情事。
滑鐵盧戰役前夕，蘇爾特曾警告拿破崙千萬不可小覷威靈頓公爵，拿破崙對此卻嗤之以鼻地說:“身為他手下敗將的你自然會把他視為名將。但在我看來，他不過是個庸才，而英軍也不過爾爾，這場戰役在午餐前就能結束!” 拿破崙戰敗後，蘇爾特被迫流亡至德意志，直到政府發布大赦，才於1819年回國。

## 投身政壇
1820年蘇爾特恢復法國元帥頭銜，期間一直宣稱自己是熱切的保王黨人。七月革命後，蘇爾特加入了路易·菲利普的陣營，並接任戰爭部長(1830-1834)，負責改革軍隊的任務。當時法國常備軍人數落在20萬左右，蘇爾特試圖將其擴充一倍，他於任內通過組建外籍軍團的法案，允許外國志願者參軍，並參與海外戰事，然而此舉受到陸軍的反感，因此陸軍將外籍軍團蔑稱為「蘇爾特生的雜種」。
由於路易·菲利普對於維持秩序的國民衛隊不甚放心，為了穩定政權，他指示蘇爾特儘快改革軍隊，因此蘇爾特推翻了聖西爾任內的作法，並確保人員、武器彈藥充裕。1831年蘇爾特奉命鎮壓里昂工人起義，這也使得蘇爾特成為共和派人士的眼中釘。
蘇爾特接任戰爭部長後，在十餘年間先後擔任總理、國會議長、外交大臣等職務。蘇爾特於1838年代表路易·菲利普參與維多利亞女王的加冕儀式。蘇爾特在倫敦受到盛情款待，巧遇了半島戰爭期間的老對手—威靈頓公爵，威靈頓公爵拉著蘇爾特的手打趣的說道:“這下我可逮著你了!”
1848年，二月革命爆發，路易·菲利普被推翻，苏尔特再次宣布自己是共和党人。他死於故鄉圣阿芒苏尔特附近的私人城堡苏尔特堡（Soultberg）。